# Fessanvilliers-Mattanvilliers
Fessanvilliers-Mattanvilliers é uma comuna francesa na região administrativa do Centro, no departamento Eure-et-Loir. Estende-se por uma área de 12,1 km². Em 2010 a comuna tinha 181 habitantes (densidade: 15 hab./km²).